# USS Combat (AMc-69)
USS Combat (AMc-69) – trałowiec typu Accentor. Pełnił służbę w United States Navy w czasie II wojny światowej.
Jego stępkę położono 17 kwietnia 1941 w Hogdon Bros., Goudy, and Stevens, w East Boothbay (Maine). Przez jakiś czas nosił nazwę „Comrade”. Zwodowano go 6 października 1941. Wszedł do służby 24 lutego 1942.
W czasie wojny pełnił służbę na Atlantyku w pobliżu wschodniego wybrzeża USA.
Przekazany Maritime Commission 5 sierpnia 1946.